# Polar intermediária
As Polares Intermediárias são uma classe de Variáveis Cataclísmicas magnéticas que apresentam campos magnéticos (B ≈ 106 G) menos intensos que as Polares. Sistema de estrelas binárias com anãs brancas assíncronas (giro mais rápido que o período orbital) e que permitem a formação de um disco de acreção.
Entretanto, nas proximidades da anã branca (estrela primária) o disco é rompido pelo campo magnético e o acréscimo final também ocorre pelas linhas do campo até os pólos magnéticos na superfície da anã branca (estrela primária). 